# Winieta (modelarstwo)

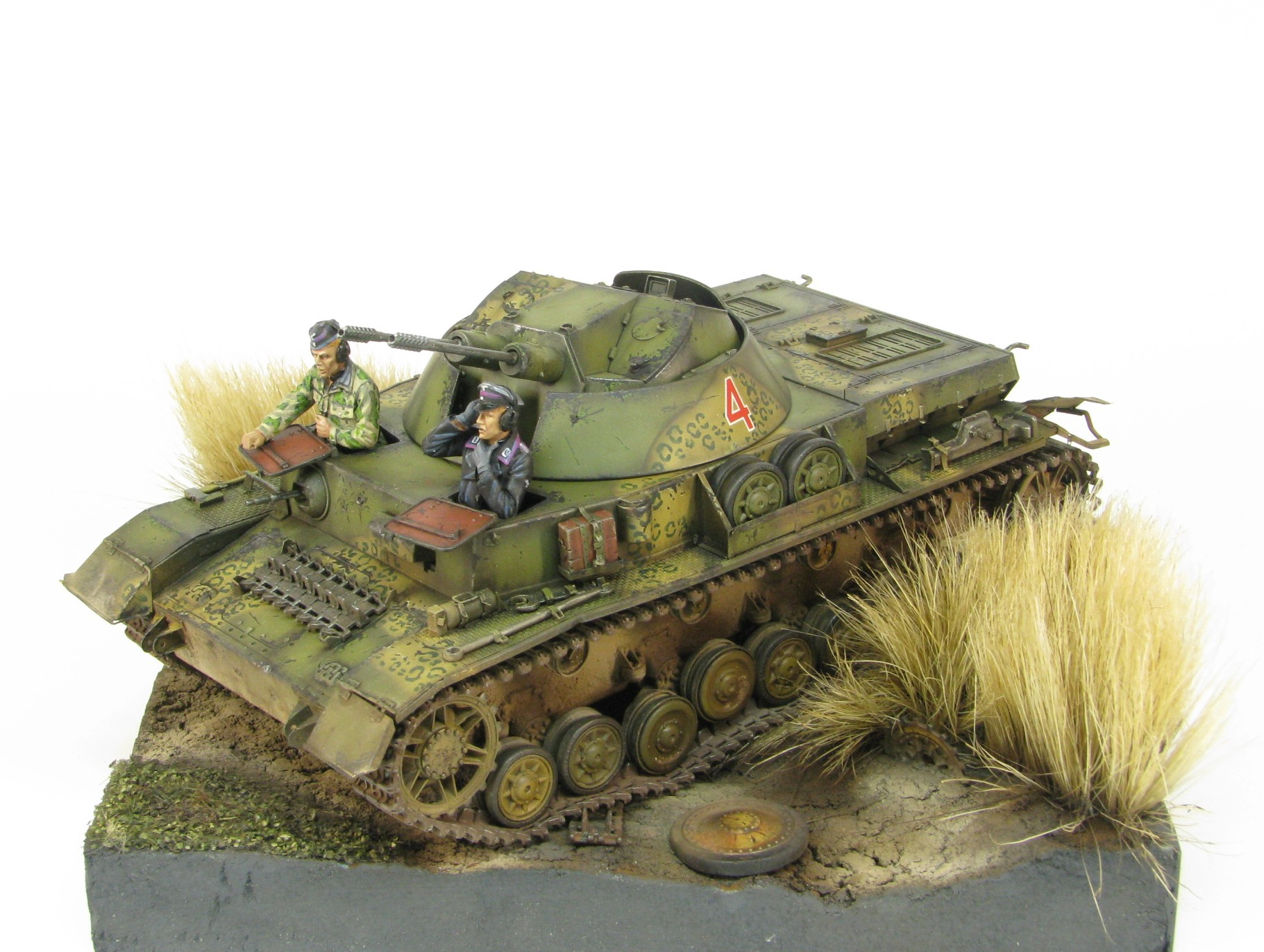
Winieta

Winieta – niewielkich rozmiarów diorama, stanowiąca podstawkę pod jeden model: pojazd, samolot lub figurkę.